# WWE Hall of Fame (2024)
WWE Hall of Fame (2024) foi um evento de luta livre profissional produzido pela WWE que contou com a introdução da 25ª turma do Hall da Fama da WWE. A cerimônia aconteceu no dia 5 de abril de 2024, no Wells Fargo Center, na Filadélfia, Pensilvânia, na noite anterior à WrestleMania XL. Foi transmitido ao vivo às 22h, horário do leste, no Peacock nos Estados Unidos e na WWE Network internacionalmente, imediatamente após a exibição do programa regular de sexta à noite da WWE, SmackDown.

## Produção
O WWE Hall of Fame de 2024 foi programado para ser realizado em 5 de abril de 2024, no Wells Fargo Center, na Filadélfia, Pensilvânia, na noite anterior à Noite 1 da WrestleMania XL. O evento foi transmitido ao vivo às 22h, horário do leste, no Peacock nos Estados Unidos e na WWE Network na maioria dos mercados internacionais, transmitindo imediatamente após o programa regular de sexta à noite da WWE, SmackDown.
Em 4 de março de 2024, o empresário e ex-promotor Paul Heyman foi anunciado como o primeiro homenageado. A WWE propôs a indução a Heyman no passado, mas ele recusou, argumentando que trabalhava como ativo. No entanto, ele aceitou em 2024, já que a WrestleMania aconteceria na Filadélfia, cidade onde sua empresa anterior, a Extreme Championship Wrestling, promovia eventos. No dia seguinte, o diretor de conteúdo da WWE, Triple H, anunciou a ex-Campeã Feminina da WWF, Bull Nakano, como a segunda homenageada. Em 8 de março, The US Express (Barry Windham e Mike Rotunda) foram anunciados como os próximos homenageados. Em 11 de março, Muhammad Ali foi anunciado em seguida como o mais recente indicado para o Celebrity Wing do Hall da Fama da WWE.

## Introduzidos

### Individual
- Os headliners da classe aparecem em negrito

| Imagem | Nome no ringue (Nome de nascença) | Introduzido por | Prêmios reconhecidos pela WWE |
| ------ | --------------------------------- | --------------- | --- |
|        | Paul Heyman                       | Roman Reigns    | Ex-empresário e comentarista da American Wrestling Association e World Championship Wrestling Proprietário e operador da antiga promoção Extreme Championship Wrestling, fundada na Filadélfia. Ex-gerente geral na tela da marca SmackDown da WWE Ex-comentarista do Monday Night Raw Gerente de Brock Lesnar, Big Show, CM Punk, Rob Van Dam, Kurt Angle, Steve Austin, Rick Rude, Arn Anderson, Roman Reigns, o grupo The Bloodline, entre outros. |
|        | Bull Nakano                       | Alundra Blayze  | Ex-Campeã Feminina da WWF Vencedora do Slammy Award de 1994 como Mais Devastadora, reconhecida por ter vencido campeonatos femininos no Japão, México e Estados Unidos. |

### Grupos
| Imagem | Nome no ringue (Nome de nascença) | Introduzido por          | Prêmios reconhecidos pela WWE        |
| --- | --------------------------------- | ------------------------ | ------------------------------------ |
| | The U.S. Express                  | Bo Dallas e Mike Rotunda | Duas vezes Campeões de Duplas da WWF |
| Barry Windham – Empossado duas vezes. Anteriormente incluído no 2012 como membro do The Four Horsemen. Mike Rotunda (Lawrence Rotunda) – Três vezes NWA World Television Championship (Versão Mid-Atlantic), uma vez NWA World Tag Team Champion (Versão Mid-Atlantic) (sem Barry), três vezes Campeão de Duplas da WWF (sem Barry) e vencedor do Slammy Award em 1994 por Sweatiest. |                                   |                          |                                      |

### Celebridades
| Imagem | Recebedor (Nome de nascença)    | Introduzido por | Prêmios reconhecidos pela WWE |
| ------ | ------------------------------- | --------------- | --- |
|        | Muhammad Ali (Cassius Clay Jr.) | Lonnie Ali      | Homenagem póstuma: Tricampeão Mundial de Boxe Peso Pesado Medalhista de ouro olímpico Competiu em “A Guerra dos Mundos” contra Antonio Inoki Árbitro convidado especial no evento principal da WrestleMania I |